# Édilarge
Édilarge - Les Éditions Ouest-France est une maison d'édition créée en 1975, filiale du Groupe Ouest-France.

## Historique
En 1975, dans le cadre de la diversification de ses activités, le quotidien régional Ouest-France crée un département éditions de livres, dont la responsabilité est confiée à Jean-Paul Gisserot.
La toute première équipe historique  est en outre constituée de  Bernard Louviot, Michel Renouard, Anne-Marie Séchet et Henri Sicot.
Au terme de quelques mois de fonctionnement, les premiers ouvrages publiés par ce nouveau groupe éditorial comprenaient essentiellement de livres à caractère pratique ou touristique, en particulier un guide de Bretagne abondamment illustré et réalisé sous la direction de Michel Renouard.
Le nouvel éditeur bénéficie alors du réseau de distribution d'Ouest-France, qui couvre quatre mille points de vente dans les douze départements de l'Ouest.
En 1982, ses best-sellers sont une monographie du Mont Saint-Michel (trois cent mille exemplaires en cinq langues vendus en 1982) par Lucien Bély et un ouvrage sur les champignons (plus de cinquante mille exemplaires). Il possède dix-neuf collections qui vont des guides et des ouvrages de nature aux études historiques. Il lance une Histoire de la Bretagne en dix volumes. Six cents auteurs, dont la moitié sont des universitaires, collaborent aux Éditions Ouest-France.
En 1982, Le Groupe Ouest France dirigé par François-Régis Hutin se dote d'une filiale permettant de gérer la sélection, l'impression et la distribution ouvrages publiés en marge du quotidien régional. La société édite principalement des ouvrages pratiques, d'histoire et de littérature.
Maurice Trogoff, ancien journaliste à Ouest France est chargé, à partir de 1987 de diriger les éditions du groupe.
Depuis 1997, c'est Servane Biguais qui en est la directrice générale.
Désormais, les éditions Ouest-France sont passées du rang d'éditeur régional à éditeur national et occupent une place importante dans le peloton de tête des maisons d'édition françaises,.
Elles jouent également un rôle notable dans le rayonnement culturel en se positionnant comme « la maison d'édition des régions de France. »

### Développement
Aujourd'hui[Quand ?], les Éditions Ouest France sont spécialisées dans le tourisme ; elles ont développé des collections histoire, patrimoine, cuisine, pratique, mer, nature, loisirs créatifs, architecture et beaux livres.
Depuis quelques années[Quand ?], la maison d'édition propose l'intégralité de son catalogue en ligne.

### Accord de diffusion et de distribution
En septembre 2011, Édilarge et la société des Éditions Sud-Ouest (respectivement no 1 et 2 de l'édition de livres et autres documents spécialisés dans le domaine du patrimoine et des cultures régionales) concluent un accord visant à mettre en commun leurs activités de diffusion et de distribution au sein de la société Rando SA, pour « regrouper leurs forces et leurs savoir-faire afin de bénéficier d'économies d'échelle et de renforcer leur dispositif de diffusion auprès des réseaux de vente. »

## Quelques chiffres
- 33e rang du palmarès de l’édition française[10]
- 200 nouveautés publiées par an
- une trentaine de beaux-livres viennent enrichir chaque automne le catalogue
- un catalogue de 1 500 titres
- plus de 2 000 auteurs, tous spécialistes de leur domaine